# خانه الهامی
خانه الهامی مربوط به دوره قاجار است و در کرمان، کوچه پشت مسجد ملک امام واقع شده و این اثر در تاریخ ۷ مهر ۱۳۸۱ با شمارهٔ ثبت ۶۱۱۵ به‌عنوان یکی از آثار ملی ایران به ثبت رسیده است.